# Том Айртон
Том А́йртон (фр. Tom Ayrton) — персонаж романов Жюля Верна «Дети капитана Гранта» и «Таинственный остров». В кино эту роль исполняли такие актёры, как Игорь Козлов (в советском фильме «Таинственный остров»), Иван Чувелев (в советском фильме «Дети капитана Гранта»), Терри Фрост (в англо-американском фильме «Таинственный остров»), Габриель Тинти (в одноименном франко-итало-испанском мини-сериале 1973 года (недоступная ссылка)) и Джоко Росич (в советско-болгарском сериале «В поисках капитана Гранта»).
Также одноимённый персонаж появляется в аниме студии Gainax Nadia: The Secret of Blue Water.

## Айртон в романе «Дети капитана Гранта»
Согласно сюжету романа «Дети капитана Гранта», в Австралии герои встречают бывшего боцмана «Британии» Айртона. Лорд Гленарван приглашает его присоединиться к экспедиции в качестве проводника, и Айртон принимает предложение. Позже выясняется, что ранее он поднял бунт на «Британии», поссорившись с капитаном. Бунт был подавлен, капитан Грант высадил Айртона на западном берегу Австралии. Последний под именем Бена Джойса стал атаманом шайки беглых каторжников, а узнав о путешествии Гленарвана в поисках Гранта, решил завести корабль в ловушку, перебить экипаж и завладеть яхтой. Этот план проваливается благодаря описке Паганеля, указавшего в письме к помощнику капитана Тому Остину, что «Дункан» должен ждать путешественников у восточного побережья не Австралии (В XIX веке "Новой Голландии"), а Новой Зеландии. Гленарван высаживает Айртона на безлюдном острове в Тихом океане в надежде, что тот раскается в совершённых преступлениях. На острове Табор он проводит 12 лет.

## Айртон в романе «Таинственный остров»
Герои следующего романа трилогии, «Таинственный остров», американские воздухоплаватели, унесённые ураганом на соседний с Табором вымышленный остров Линкольна, находят на Таборе почти потерявшего не только рассудок, но и человеческий облик Айртона. Они забирают его с собой в надежде, что нахождение в человеческом обществе вернёт Айртону разум. Так и происходит, хотя первое время после выздоровления Айртон просит дать ему возможность жить отдельно от остальных колонистов — смотрителем кораля. Айртон помнит о своих преступлениях и готов на любые жертвы для их искупления. Постепенно он становится полноправным членом этой маленькой колонии американцев и в дальнейшем разделяет их судьбу — вместе с ними противостоит пиратам,  обнаружившим остров, вместе с ними переживает страшное извержение вулкана, приведшее к исчезновению острова Линкольна, вместе с ними оказывается спасённым «Дунканом» и вместе с ними возвращается в Америку, чтобы основать новую колонию.